# داء رقاص الكريات الشائكة
داء رقاص الكريات الشائكة هو مرض وراثي نادر ناجم عن طفرة في جين يوجه البروتينات الهيكلية في خلايا الدم الحمراء. ينتمي إلى مجموعة من أربعة أمراض تحت اسم داء الكريات الشائكة العصبي. تظهر بعض خلايا الدم الحمراء شائكة عندما يوضع دم المريض تحت المجهر. وتسمى هذه الخلايا الشائكة بالكريات الشائكة.
تشمل الآثار الأخرى للمرض الصرع وتغيرات السلوك وتنكس العضلات والتدهور العصبي على غرار داء هنتنغتون. متوسط عمر ظهور الأعراض هو 35 سنة. هذا المرض مستعصٍ ويؤدي إلى الوفاة المبكرة الحتمية.
داء رقاص الكريات الشائكة هو اضطراب تنكسي عصبي صبغي جسمي متنحٍ يظهر لدى البالغين وهو معقد للغاية. غالبًا ما يتظاهر على هيئة اضطراب حركي مختلط، فيظهر الرقاص والعرّات وخلل التوتر وحتى الباركنسونية من ضمن الأعراض.
يتميز هذا المرض أيضًا بوجود اضطرابات حركية مختلفة منها الرقاص وخلل التوتر وغيرها.
يُعتبر داء رقاص الكريات الشائكة اضطرابًا صبغيًا جسديًا متنحيًا، على الرغم من ملاحظة عدد قليل من الحالات ذات الوراثة الصبغية الجسدية السائدة.

## العلامات والأعراض
هناك عدة أعراض يمكن أن تساعد على تشخيص هذا المرض، يتميز هذا المرض بوجود الكريات الشائكة في الدم (يمكن أن تكون هذه الكريات الشائكة غائبة في بعض الأحيان أو تظهر في وقت متأخر في سياق المرض). والتنكس العصبي الذي يسبب اضطراب الحركة الرقصي.
ينبغي أن يؤخذ هذا المرض بعين الاعتبار عند المرضى الذين لديهم مستويات مرتفعة من الكريات الشوكية في لطاخة الدم المحيطي.
غالبًا ما يكون كيناز الكرياتين في مصل الدم مرتفعًا في أجسام الأشخاص المصابين بهذا المرض.
يعاني المصابون بهذا المرض أيضًا من فقدان الخلايا العصبية. وفقدان الخلايا العصبية هو السمة المميزة للأمراض التنكسية العصبية. يؤدي هذا الأمر إلى عملية مميتة لا رجعة فيها من التنكس العصبي نظرًا للطبيعة غير التجديدية عمومًا للخلايا العصبية في الجهاز العصبي المركزي البالغ. هناك أيضًا وجود لعدة اضطرابات مرتبطة بالحركة من بينها الرقاص وخلل التوتر وبطء الحركة، ومن أكثر الاضطرابات المعوقة التشنجات الجذعية.

## المسبب
يحدث داء رقاص الكريات الشائكة بسبب طفرة في كلتا النسختين من الجين VPS13A، الذي يرمز للبروتين المرتبط بفرز البروتين الفجوي 13A.

## التشخيص
يمكن أن تؤكد اختبارات وظيفة البروتين التي تُظهر انخفاضًا في مستويات البروتين كورين وكذلك التحليل الجيني التشخيص المعطى للمريض. بالنسبة لمرض كهذا، من الضروري أخذ عينة من دم المريض في مناسبات متعددة ويُطلب من اختصاصي أمراض الدم بشكل محدد فحص اللطاخة بحثًا عن الكريات الشائكة. من النقاط الأخرى إمكانية تأكيد تشخيص المرض من خلال عدم وجود كورين في لطخة ويسترن لأغشية كريات الدم الحمراء.

## العلاج
علاج داء رقاص الكريات الشائكة عَرَضي بشكل كامل. فمثلًا، يمكن أن تساعد حُقن ذيفان السجقية في السيطرة على خلل التوتر الفموي اللساني. التحفيز العميق للدماغ هو علاج ذو تأثيرات متنوعة على الأشخاص الذين يعانون من أعراض هذا المرض، ساعد البعض بشكل كبير ولم يساعد أشخاصًا آخرين على الإطلاق، فهو أكثر فعالية عند وجود أعراض محددة للمرض. يجب أن يخضع المرضى الذين يعانون من داء رقاص الكريات الشائكة لفحص القلب كل خمس سنوات بحثًا عن اعتلال عضلة القلب.